# Waldgasthof Schöffenhaus

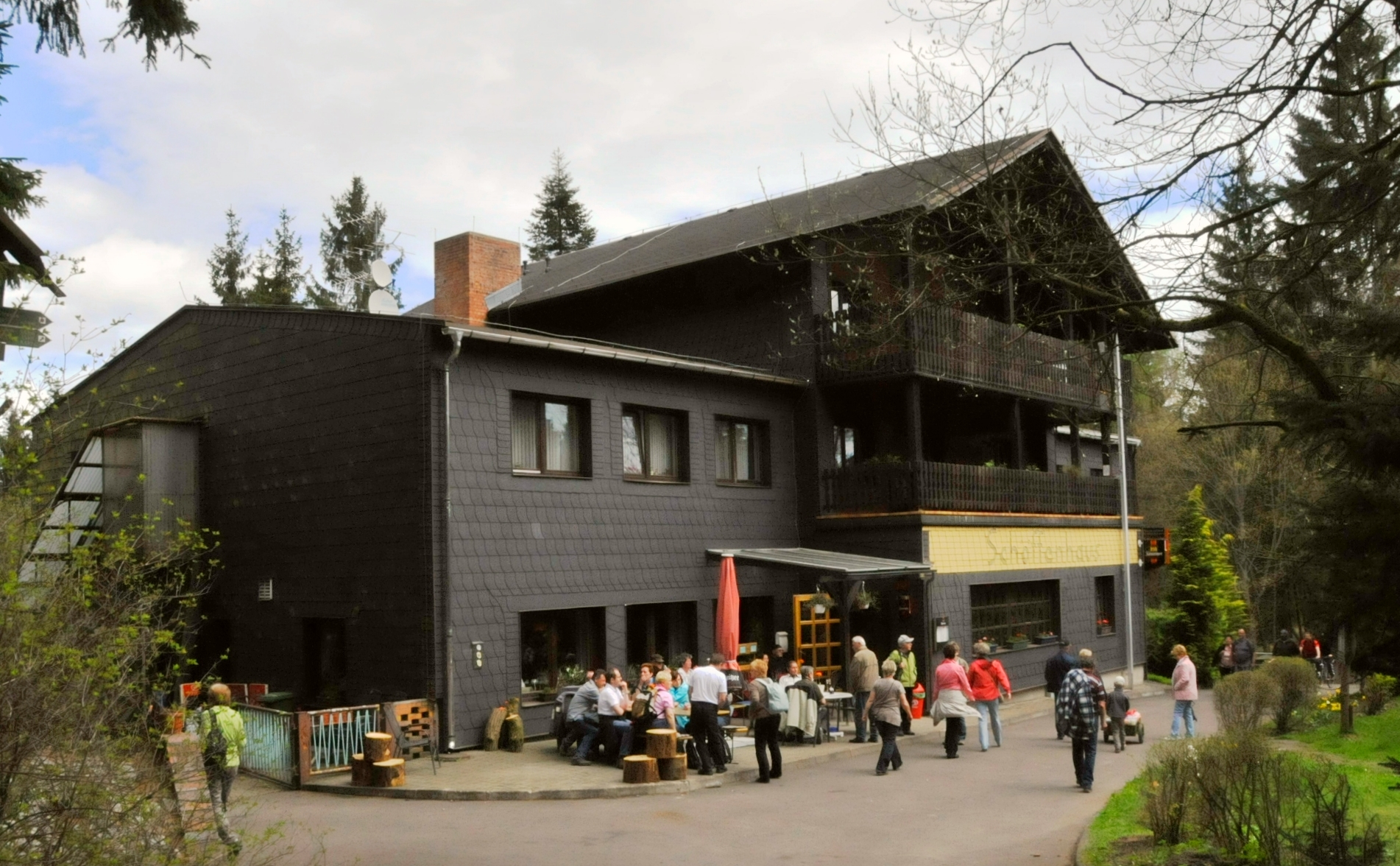
Schöffenhaus (2012)

Der Waldgasthof Schöffenhaus ist ein historisches Wirtshaus im Thüringer Wald zwischen Ilmenau, Manebach und Elgersburg.

## Lage
Das Schöffenhaus liegt auf 682 m Höhe im Steingrund, einem Tal zwischen dem 700,9 m hohen Großen Spiegelsberg im Osten und dem 769 m hohen Heidelberg im Westen.
Der durch das Tal bergab nach Süden führende Weg endet nach etwa 1,26 km in Manebach.

## Geschichte
Das Anwesen liegt an einem historischen Handelsweg, der über den Thüringer Wald führte.
1746 fand auf der Schöffenwiese das letzte Freigericht statt.
Das Schöffenhaus wurde von Alexander Hermann Sigmund Wörmer begründet, einem Kaufmannssohn aus Hamburg, der 1896 nach Elgersburg gekommen war und dort eine Porzellanfabrik übernahm. Nachdem er mit dieser Unternehmung gescheitert war, kaufte er die Schöffenwiesen und errichtete dort zunächst ein Blockhaus, das er als Waldwirtschaft nutzte. 1906 ließ er das mehrstöckige Schöffenhaus errichten, das zur Sonnenwende 1907 als Schankwirtschaft und Pension eröffnet wurde, und bewirtschaftete das Lokal zusammen mit seiner Frau.
Später kaufte er weiteres Wald- und Wiesenland dazu und erbaute nach dem Ersten Weltkrieg auf dem Heidelberg in unmittelbarer Nähe des Hauptlokals die Deutsche Hütte mit einem Aussichtsturm. Die Hütte erhielt 1922 eine gastronomische Konzession, brannte allerdings am 5. April des folgenden Jahres ab. Nach Errichtung eines etwas kleineren Ersatzbaus wurde die Gastwirtschaft weitergeführt, jedoch musste die Hütte nach dem Zweiten Weltkrieg wegen Kriegsschäden abgerissen werden.
Wörmer nannte seinen Besitz „Höhenluftkurort Wörmersche Schöffenwiesenbesitzungen“ und betrieb dort seit den 1920er Jahren eine Art Erlebnisgastronomie, die beispielsweise über eine eigene Rodelbahn verfügte und zur Erholung Sonnenwiesen auf 650 m bot. Der Betrieb wurde bis Mitte der 1950er Jahre von der Erbauerfamilie fortgeführt. 1956 wurde die Anlage vom Reichsbahnausbesserungswerk (RAW) Cottbus als Ferienobjekt übernommen.
In seiner heutigen Form besteht das Schöffenhaus seit 1993. 2001 kam das Haus in Privatbesitz und wird seitdem als gastronomischer Betrieb und Ferienobjekt geführt. Zuletzt wurde es im April 2025 von neuen Betreibern wiedereröffnet.

## Bedeutung
Das Schöffenhaus erlangte in den 1930er und 1940er Jahren über Thüringen hinaus Bekanntheit, als der humoristische Erzähler Kurt Kluge populäre Schlüsselromane über den in Ilmenau als Original bekannten Schöffenwirt und seine Unternehmungen veröffentlichte (v. a. Der Herr Kortüm, 1938).
Wiewohl zu Lebzeiten Goethes noch nicht vorhanden, ist das Schöffenhaus heute die vierte Station des bekannten Ilmenauer Goethewanderwegs.
Am 20. Mai 2015 wurde der Waldgasthof Schöffenhaus als anerkannter Partner des UNESCO-Biosphärenreservates Vessertal-Thüringer Wald ausgezeichnet.